# Afumați (Ilfov megye)
Afumați község és falu Ilfov megyében, Romániában, Bukaresttől 16 kilométerre északkeletre. Itt van Európa legnagyobb kínai piaca.

## Nevének eredete
Neve a román afumat melléknévből ered, melynek jelentése: füstölt, füstös. Az elnevezést többféleképpen magyarázták: egyesek szerint onnan ered, hogy a lakosok szénégetéssel foglalkoztak, és a füst lerakódott a házakra és a fákra. Mások szerint a házakat füstöléssel fertőtlenítették egy pestisjárvány alatt, egy harmadik magyarázat szerint pedig az a név eredete, hogy a falubeliek megégettek egy adószedőt.

## Földrajz

### Fekvése
A megye keleti részén található, a fővárostól, Bukaresttől tizenhat kilométerre északkeletre, a Pasărea folyó mentén. Bukaresttel a DN2 (E85) főút köti össze. Afumați község egyetlen faluból áll (Afumați), melynek területe 6787 hektár.

### Flóra és fauna
A Román-alföldön fekvő község növény- és állatvilágát tekintve az erdős sztyepp területnek felel meg. A lágyszárú növényzetet főként csalán, bojtorján, disznóparéj és egyéb gyomok képviselik. Az erdős területek a 20. század végén 479 hektárt foglaltak el, az egyedek 80%-a kocsányos tölgy, ezt követi a gyertyán közel 15%-kal, kisebb arányban pedig hárs- és akácfákat is találunk. A Pasărea folyó völgyére vízi növényzet (nád, gyékény, sulyom, békaszőlő) jellemző.
Az állatvilágot a síkságra jellemző madarak (veréb, fecske, varjú, cinege, fürj, fehér kócsag, ölyv), rágcsálók (egér, patkány, ürge, hörcsög), rovarok képviselik. A folyóban sügér, keszeg, ponty, compó él.

## Története
Első írásos említése egy V. Vlad havasalföldi fejedelem által 1510. május 27-én kibocsátott okmányban lelhető fel. I. Gheorghiu történész szerint azonban a település már 1397-ben is létezett.
1522 és 1529 között V. Radu havasalföldi fejedelem (Radu de la Afumați, azaz Afumați-i Radu) birtoka, majd 1529 és 1585 között fejedelmi birtok volt. 1585 után gyakran cserélt gazdát, a 18. században Constantin Cantacuzino asztalnok uralta (aki egy kúriát is építtetett itt), később Alexandru Ipsilanti, a 20. században pedig Ulise Negropontes iparos, egészen az 1945-ös agrárreformig.
A 19. század végén Afumați község Ilfov megye Dâmbovița járásához tartozott, 1667 lakosa és 322 háza volt. Vegyes iskolájába 32 gyerek járt (23 fiú és 9 lány). Ekkor a községhez tartozott Bolțași falu is (amely azonban később összeolvadt Afumați faluval). Az 1925-re szóló Socec-évkönyv szerint Ilfov megye Pantelimon járásának része volt, lakossága ekkor 3811 fő. 1952-ben közigazgatási átszervezés alapján Bukarest régió Brănești rajonjához, majd 1960-ban 1 Mai rajonjához került. 1968-ban ismét megyerendszert vezettek be az országban, a község az újból létrehozott Ilfov megye része lett (ezt 1981-ben átszervezték Ilfov Mezőgazdasági Szektorrá, majd 1998-ban ismét létrehozták Ilfov megyét).
A község lakóinak fő foglalkozása a mezőgazdaság és az állattenyésztés volt, a főváros közelsége és a fővárossal határos területek urbanizációs folyamatának intenzívebbé válása pedig lehetőséget teremtett a fejlett kereskedelmi tevékenységre is. 2011-ben itt nyílt meg Európa legnagyobb kínai piaca, a 40 hektáros China Town.

## Leírása
A sík vidéken fekvő település a halmaz-típusú falvak kategóriájába tartozik, ahol a házak a főút és az abból kiágazó utcák mentén helyezkednek el. A faluban megtekinthetőek V. Radu udvarházának romjai (16. század) és Cantacuzino asztalnok kúriája (1696). A Pasărea folyó völgyében található tavak vonzó pihenőhelyet biztosíthatnak a kikapcsolódni vágyók számára.

### Lakossága
| Nemzetiségek        | 2002 | 2002   |
| ------------------- | ---- | ------ |
| Románok             | 6257 | 94,61% |
| Romák               | 341  | 5,15%  |
| Magyarok            | 6    | 0,09%  |
| Kínaiak             | 2    | 0,03%  |
| Ukránok             | 1    | 0,01%  |
| Olaszok             | 1    | 0,01%  |
| Lipovánok           | 1    | 0,01%  |
| Örmények            | 1    | 0,01%  |
| Egyéb nemzetiségűek | 3    | 0,04%  |
| Összesen            | 6613 | 100,0% |